# 日下弘
日下 弘（くさか ひろし、1932年6月1日 - 1989年2月13日）は、日本のデザイナー、装丁家。

## 生涯
東京生まれ。東京芸術大学美術学部卒業。1956年、同研究科修了。
1950年代、デザイン事務所「デスカ・DESKA (DESigners Kono Associates)」（河野鷹思と、河野の妻の静子が創設）に参加。仲條正義、福田繁雄、江嶋任、森下俊彦らがメンバーだった。
60年代～70年代、創元推理文庫のブックデザインを多数担当した。また、角川文庫のJ・D・サリンジャー作品、アルベルト・モラヴィア作品のデザインも担当。
1961年東京芸術大学講師、1964年女子美術大学講師、1966年日本エディタースクール講師、1969年愛知県立芸術大学講師を経て、後に東京学芸大学教育学部教授を務めた。
1989年2月13日、肺癌のため死去。

## 受賞
日本宣伝美術会奨励賞。東京アートディレクターズクラブ銀賞・銅賞などを受賞。

## 著書
- 『こっぷ』谷川俊太郎 文,今村昌昭 写真,日下弘 AD 福音館書店 1976 (はじめてであう科学絵本)